# Korabl-Sputnik 4

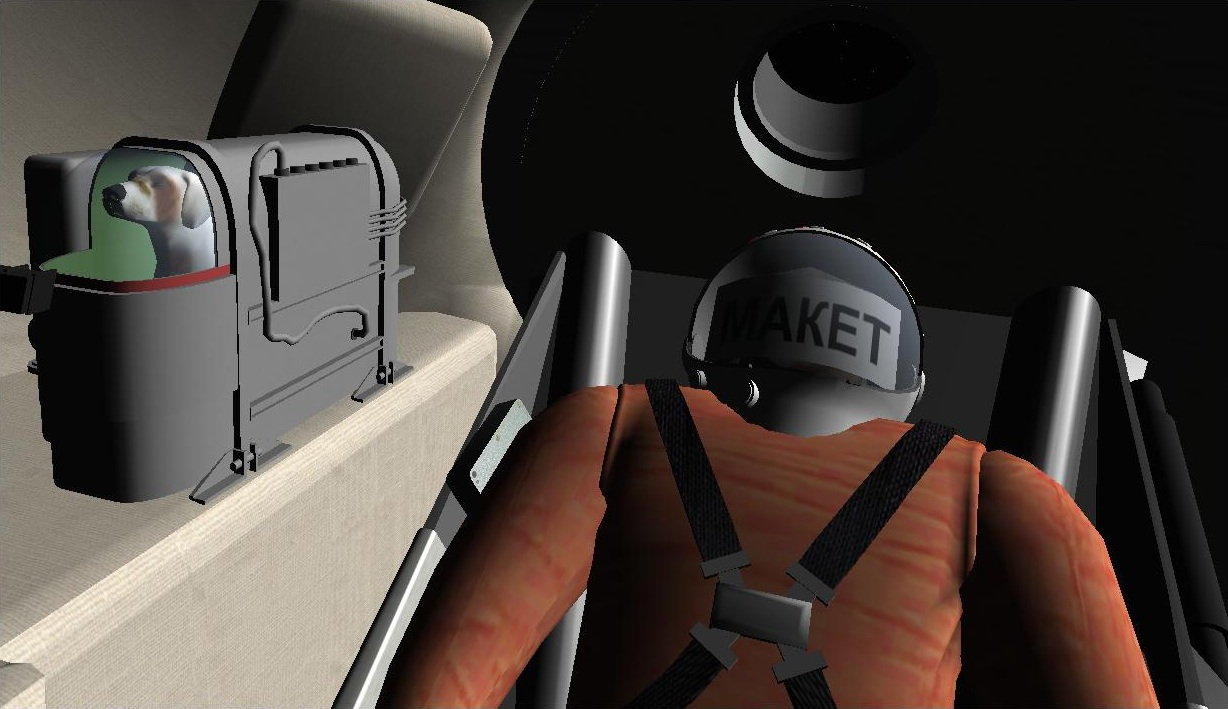
O provável interior da Korabl-Sputnik 4.

Korabl-Sputnik 4, em russo Корабль Спутник 4 que significa Nave satélite 4, também conhecida como Vostok-3KA No.1, e Sputnik 9 no Ocidente, foi uma missão de teste do Programa Vostok da União Soviética, tendo sido a terceira a tentar colocar animais em órbita e trazê-los de volta a salvo.
A Korabl-Sputnik 4, foi a quarta tentativa de lançar uma espaçonave Vostok, com cães a bordo. A terceira tentativa, em 1 de dezembro de 1960, havia sido um sucesso parcial, pois um erro na trajetória de reentrada, obrigou o acionamento do sistema de autodestruição.
O lançamento, ocorreu em 9 de março de 1961 a partir do Cosmódromo de Baikonur, usando um foguete Vostok-K. Sua "tripulação", era composta pelo manequim científico, Ivan Ivanovich, por um cão: Chernushka, alguns camundongos e um porquinho-da-índia, além de câmeras de televisão monitorando-os, e uma série de instrumentos científicos.
O lançamento foi perfeito, e a órbita pretendida foi atingida. Cerca de uma hora e trinta minutos depois do lançamento, e de ter completado apenas uma órbita, foi dado o comando de reentrada. O pouso ocorreu conforme planejado, sendo o manequim ejetado da cápsula durante a descida para testar o assento ejetor. Tanto o manequim quanto a cápsula com sua tripulação foram recuperados.